# Danderyds, Värmdö, Sollentuna, Vallentuna och Åkers häraders domsaga
Danderyds, Värmdö, Sollentuna, Vallentuna och Åkers häraders domsaga var en domsaga i Stockholms län. Den bildades 1771 ur Danderyds, Långhundra, Seminghundra, Vallentuna, Ärlinghundra, Åkers, Värmdö, Sollentuna och Färentuna häraders/skeppslags domsaga och ombildades 1844 till Danderyds, Värmdö, Sollentuna, Färentuna och Åkers häraders domsaga.
Domsagan lydde under Svea hovrätts domkrets.

## Härader/skeppslag
- Åkers skeppslag
- Danderyds skeppslag
- Värmdö skeppslag
- Sollentuna härad
- Vallentuna härad

## Tingslag
Antalet tingslag i domsagan utgjorde av
- Danderyds skeppslags tingslag
- Vallentuna tingslag
- Sollentuna tingslag
- Värmdö skeppslags tingslag
- Åkers skeppslags tingslag

## Häradshövdingar
- 1771-1779 Magnus Blix
- 1779-1794 Anders Nordell
- 1794-1814 Per Arell
- 1814-1833 Anders Fröberger
- 1834-1844 Eric Samuel Boström